# Phare du cap Branco
Le phare du cap Branco est situé sur les falaises de la pointe du Seixas, le point le plus à l'est du Brésil, près de la ville de João Pessoa, dans l'État de la Paraíba.
Ce phare est la propriété de la Marine brésilienne  et il est géré par le Centro de Sinalização Náutica e Reparos Almirante Moraes Rego (CAMR) au sein de la Direction de l'Hydrographie et de la Navigation (DHN).

## Histoire
Il a été inauguré en avril 1972. Il est constitué d'une tour de forme triangulaire haute de 18 m, avec trois projections en forme d'ailes à 3,5 m au-dessus du niveau du sol.
C'est une des attractions touristiques de l'état du Paraíba.
Identifiant : ARLHS : BRA015 ; BR1256 - Amirauté : G0190 - NGA : 110-17904 .

## Caractéristique dufeu maritime
- Fréquence sur 10 secondes :
  - Lumière : 1.2 seconde
  - Obscurité : 8.8 secondes